# Кунгота-при-Птую
Кунгота-при-Птую (словен. Kungota pri Ptuju) — поселення в общині Кидричево, Подравський регіон‎, Словенія.